# Distretto di Holovanivs'k
Il Distretto di Holovanivs'k (in ucraino Голованівський район?) è un distretto nell'oblast' di Kirovohrad in Ucraina. Il suo centro amministrativo è la città di Holovanivs'k. Ha una popolazione di 118 803 abitanti.
Il 18 luglio 2020, come parte della riforma amministrativa dell'Ucraina, il numero di distretti dell'oblast di Kirovohrad è stato ridotto a quattro e l'area del distretto di Holovanivs'k è stata notevolmente ampliata.